# Longiperna paranensis
Longiperna paranensis is een hooiwagen uit de familie Gonyleptidae.